# Kabinett Reinert II
Als Kabinett Reinert II bezeichnet man die saarländische Landesregierung unter Ministerpräsident Egon Reinert (CDU) vom 26. Februar 1959 bis zum April 1959.
Im Frühjahr 1959 – während der dritten Legislaturperiode des Landtags – löste sich die bisherige Koalition aus CDU, SPD und DPS auf; die DPS ging nach 1956 bereits zum zweiten Mal in dieser Periode aus der Regierung in die Opposition. Stattdessen gingen die Fraktionen von CDU, SPD und CVP ein Bündnis ein. Ministerpräsident Reinert bildete daher seine Regierung um. Nach Reinerts Tod am 23. April 1959 wurde die Koalition ab dem 30. April 1959 von Franz-Josef Röder fortgeführt.

## Minister
| Amt                                                 | Name                | Partei | Partei                         |
| --------------------------------------------------- | ------------------- | ------ | ------------------------------ |
| Ministerpräsident                                   | Egon Reinert        |        | CDU                            |
| Minister der Justiz                                 | Egon Reinert        |        | CDU                            |
| Minister des Inneren                                | Kurt Conrad         |        | SPD                            |
| Minister für Finanzen und Forsten                   | Manfred Schäfer     |        | CDU                            |
| Minister für Kultus, Unterricht und Volksbildung    | Franz-Josef Röder   |        | CDU                            |
| Minister für Arbeit und Sozialwesen                 | Hermann Trittelvitz |        | SPD                            |
| Minister für Wirtschaft, Verkehr und Landwirtschaft | Manfred Schäfer     |        | CDU                            |
| Minister für öffentliche Arbeiten und Wohnungsbau   | Ludwig Schnur       |        | CVP (seit 19. April 1959: CDU) |